# Zilog
Zilog Inc., prije poznata kao ZiLOG (složienica od Z (zadnja slovo, posljednje ime) integrated LOGic, zadnja riječ u integriranoj logici) ime je za američku tehnološku tvtku koja je poznata po svojim 8-bitnim i 24-bitnim kontrolerima, a svjetsku slavu je stekla s 8-bitnim mikroprocesorom Z80. Tvrtka je osnovana 1974. u Kaliforniji